# Marco Lingua
Marco Lingua (Chivasso, 4 giugno 1978) è un martellista ed ex sollevatore italiano, che ha rappresentato nell'atletica leggera l'Italia ai Giochi olimpici sia di Pechino 2008 che a Rio de Janeiro 2016.
È stato medaglia d'argento ai Mondiali militari di Sofia 2009 e tre volte a medaglia nella Coppa Europa invernale di lanci: Spalato 2008 (oro), Los Realejos 2009 (argento) ed Arad 2016 (bronzo), nonché finalista agli Europei di Göteborg 2006, ad Amsterdam 2016 e ai Mondiali di Londra 2017.
Sia nel 2009 che nel 2015 ha chiuso l'annata agonistica restando nella top ten mondiale stagionale.
Al 2016, con un primato personale di 79,97 metri, è il quarto miglior martellista italiano in assoluto, il miglior italiano under 23 e il terzo miglior martellista italiano per media dei primi 10 dieci migliori lanci in carriera (78,95 m).

## Biografia

### Gli inizi e le società di militanza
Ha iniziato a praticare l'atletica nel 1994 all'età di 16 anni, categoria Allievi, con una società della sua città natale, il Gruppo sportivo Chivassesi. Ha poi militato nel CUS Torino, nell'Aeronautica Militare e dal 1998 al 2014 nella Polisportiva Libertas Oranfresh Catania. È quindi poi passato alle Fiamme Gialle con cui ha gareggiato dal 1999 al 2014; nel 2015 è stato tesserato per l'Atletica Sandro Calvesi di Aosta e dal 2016 al 2022 ha gareggiato per l'ASD Marco Lingua 4ever di Mazzè (per la quale è tesserata anche l’atleta e sciatrice Clelia Bagnasacco ed è stato tesserato anche il figlio primogenito di Marco Lingua, Brian Michael, avuto nel 2010 con la moglie-atleta Desiree Geroli, prima presidente della società di militanza, ora presieduta da Massimo Geroli), per poi passare all'Atletica Biotekna alla fine del 2022.
Al suo primo anno di attività, 1994, non partecipa ai campionati italiani allievi; invece già nel 1995 vince il suo primo titolo italiano giovanile under 18.
Durante il biennio da juniores, 1996-1997, fa doppietta di titoli italiani under 20.
Sempre nel 1997 arriva settimo agli Europei juniores di Lubiana (Slovenia).
Durante gli anni nel settore giovanile, è stato ogni anno il martellista italiano leader stagionale nella relativa classifica di categoria, dal 1995 (secondo anno tra gli allievi) al 2000 (terzo anno fra le promesse, l’ultimo nel settore giovanile) compreso il biennio tra gli juniores.

### 1998-2002: le prime medaglie ai campionati italiani assoluti
Il 1998 lo vede vincere tre medaglie nel martello ai campionati italiani: argento promesse invernali di lanci, oro under 23 e bronzo agli assoluti di Roma.
Nello stesso anno vince anche il titolo italiano juniores di sollevamento pesi.
Nel 1999 vince tre medaglie ai campionati italiani: oro under 23 e bronzo assoluto agli invernali di lanci, oro ai nazionali promesse e bronzo agli assoluti di Pescara. Partecipa agli Europei under 23 di Göteborg (Svezia) restando però fuori dalla finale. Il 9 ottobre, a Macerata, firma la nuova miglior prestazione italiana Promesse con 76,72 m, battendo il precedente primato di 75,60 m detenuto da Loris Paoluzzi dal 1996.
Nel 2000 si riconferma campione italiano promesse sia agli invernali di lanci che ai campionati di categoria; invece agli assoluti termina quarto agli invernali di lanci e conquista il bronzo agli assoluti di Milano.
Nel 2001 vince due bronzi, uno agli invernali di lanci e l’altro agli assoluti di Catania; si laurea anche vicecampione italiano assoluto di sollevamento pesi nella sua categoria dei +105 kg.
Nel 2002 diventa campione italiano assoluto di sollevamento pesi (categoria +105 kg), bronzo ed argento assoluti rispettivamente agli invernali di lanci ed agli assoluti di Viareggio.

### 2003-2005: l’esordio con la Nazionale seniores e il primo titolo assoluto agli invernali di lanci
Ha esordito con la maglia azzurra della Nazionale seniores nel 2003, all'età di 24 anni, nella Coppa Europa invernale di lanci svoltasi in Italia a Gioia Tauro, città in cui era diventato lo stesso anno, per la prima volta in carriera, vicecampione italiano assoluto agli invernali di lanci; sempre ai campionati nazionali giunge sesto nel getto del peso agli assoluti indoor e vince il bronzo agli assoluti di Rieti. Gareggia, sempre in Italia, anche ai Mondiali militari di Catania finendo al settimo posto.
Durante il biennio 2004-2005 termina sesto in Spagna ai Giochi del Mediterraneo di Almería 2005 e, lo stesso anno, ottavo nella Coppa Europa invernale di lanci a Mersin (Turchia); ai campionati italiani assoluti invece diventa vicecampione a Firenze 2004 e poi si laurea campione assoluto agli invernali di lanci nel 2005 (quarto agli assoluti di Bressanone).

### 2006-2008: le Olimpiadi di Pechino, la vittoria in Coppa Europa di specialità e il primo titolo assoluto
Numerose le finali internazionali e no disputate nel 2006: 11º agli Europei di Göteborg in Svezia, ottavo in Israele a Tel-Aviv nella Coppa Europa invernale di specialità; oro agli invernali di lanci ed argento agli assoluti di Torino, ancora argento anche agli assoluti di sollevamento pesi (non ha gareggiato agli italiani seniores di pesi).
Ricco di finali anche il 2007: campione sia agli assoluti invernali di lanci (nessuna misura valida agli assoluti di Padova) che agli assoluti di sollevamento pesi (dopo la vittoria nei nazionali seniores), secondo classificato in Francia al DécaNation di Parigi ed ottavo nella Coppa Europa invernale di lanci a Yalta (Ucraina).
Il 2008 è l’anno delle sue prime Olimpiadi: prende infatti parte in Cina ai Giochi olimpici di Pechino, effettuando però tre lanci nulli in fase di qualificazione. Sempre in ambito internazionale vince la Coppa Europa invernale di lanci a Spalato in Croazia.
In Italia si laurea campione assoluto sia a Cagliari (argento agli invernali di lanci ad un centimetro dal campione Vizzoni) che nel sollevamento pesi (medaglia d’oro anche agli italiani seniores).

### 2009-2012: l’argento in Coppa Europa di specialità e ai Mondiali militari
Nel 2009 vince la medaglia d’argento sia nella Coppa Europa invernale di lanci a Los Realejos (Spagna) che ai Mondiali militari di Sofia (Bulgaria); in Italia ai Giochi del Mediterraneo di Pescara realizza tre lanci nulli nella finale conclusa in 11ª posizione.
Nei campionati nazionali ottiene tre medaglie d’argento: invernali di lanci, assoluti di Milano ed assoluti di sollevamento peso (non gareggia invece agli italiani seniores).
2010, vicecampione assoluto sia agli invernali di specialità che agli assoluti di Grosseto e campione seniores di sollevamento pesi (medaglia d’argento agli assoluti).
Diventa vicecampione assoluto a Torino nel 2011; mentre agli invernali di specialità non effettua lanci validi ed invece ai campionati italiani di sollevamento pesi non gareggia né ai seniores né agli assoluti.
Il 2012 lo vede presente in Finlandia agli Europei di Helsinki dove non riesce ad accedere alla finale; altresì ai campionati italiani vince l’argento agli invernali ed il bronzo agli assoluti di Bressanone.

### 2013-2018: l’Europeo per nazioni, il bronzo nella CoppaEuropa di specialità e le Olimpiadi di Rio
2013, vince un bronzo ed un argento rispettivamente agli invernali di lanci ed agli assoluti di Milano; ai nazionali assoluti di sollevamento pesi termina al quinto posto.
Nel 2014-2015 ottiene sei medaglie ai campionati italiani assoluti: doppio argento nel martello agli invernali ed agli assoluti di Rovereto e bronzo nel sollevamento pesi (‘14), oro agli invernali di specialità, bronzo agli assoluti di Torino ed argento ai nazionali seniores di sollevamento pesi, mentre agli assoluti non conclude la gara (‘15). Sempre nel 2015 partecipa in Russia all’Europeo per nazioni di Čeboksary concludendo in quinta posizione e poi ai Mondiali di Pechino in Cina non riuscendo a raggiungere la finale.
Nel 2016 si è laureato campione italiano assoluto sia agli invernali di lanci che agli assoluti di Rieti.
In ambito internazionale ha vinto la medaglia di bronzo in Romania nella Coppa Europa invernale di lanci ad Arad; inoltre ha partecipato sia agli Europei di Amsterdam nei Paesi Bassi chiudendo in 11ª posizione che ai Giochi olimpici di Rio de Janeiro in Brasile dove non è riuscito ad accedere alla finale.
Nel febbraio del 2017 ha vinto a Rieti il titolo italiano assoluto agli invernali di lanci.
Tra i mesi di marzo e giugno ha ottenuto due volte la sesta posizione in rassegne continentali seniores: il 12 marzo nell'isola spagnola di Gran Canaria, ha disputato la Coppa Europa invernale di lanci, mentre il 25 giugno ha gareggiato in Francia nella Super League degli Europei a squadre di Villeneuve d'Ascq/Lille.
Il 2 luglio, ai campionati italiani assoluti di Trieste, al sesto ed ultimo lancio disponibile, supera Simone Falloni e si laurea campione nazionale con la misura di 73,84 m.
L'11 agosto si classifica decimo ai Mondiali di Londra (Gran Bretagna), con la misura di 75,13 m (dopo essersi qualificato per la finale con l'ultimo posto disponibile).
In occasione dei Mondiali di Londra 2017 è stato ampiamente l'atleta italiano più esperto presente alla rassegna planetaria (anche tra i dodici finalisti nel martello) e l'unico finalista, presente fra i primi dodici nel martello, italiano nelle specialità svoltesi all'interno dell'Olympic Stadium di Londra.
Il 24 febbraio del 2018 vince a Rieti il suo 10º titolo italiano assoluto (7 agli invernali di lanci e 3 agli assoluti).
Il 10 marzo termina al decimo posto a Leiria nella Coppa Europa invernale di lanci in Portogallo.

## Allenatori
Come primo tecnico ha avuto Andrea Monti, poi è stato seguito nell’ordine da Antonio Resti, Valter Rizzi e Gian Mario Castaldi; ora invece si allena autonomamente.

## Record nazionali

### Promesse
- Lancio del martello: 76,72 metri ( Macerata, 9 ottobre 1999)[22]

### Master 40
- Lancio del martellone: 20,93 metri ( Santhià, 25 luglio 2021)

## Progressione

### Lancio del martello
| Stagione | Misura  | Luogo             | Data       | Rank. Mond. |
| -------- | ------- | ----------------- | ---------- | ----------- |
| 2023     | 73,36 m | Boissano          | 27-6-2023  |             |
| 2022     | 75,56 m | Boissano          | 9-4-2022   |             |
| 2021     | 74,27 m | Rovereto          | 27-6-2021  |             |
| 2020     | 72,37 m | Mariano Comense   | 1-2-2020   |             |
| 2019     | 74,17 m | La Spezia         | 16-7-2019  |             |
| 2018     | 74,71 m | Nikiti            | 20-6-2018  | 35º         |
| 2017     | 77,23 m | Torino            | 7-5-2017   | 16º         |
| 2016     | 76,03 m | Boissano          | 28-9-2016  | 31º         |
| 2015     | 78,29 m | Loughborough      | 18-7-2015  | 8º          |
| 2014     | 74,00 m | Marano di Napoli  | 13-9-2014  | 50º         |
| 2013     | 74,58 m | Ponce             | 18-5-2013  | 48º         |
| 2012     | 76,10 m | Metz              | 7-6-2012   | 46º         |
| 2011     | 76,12 m | Torino            | 26-6-2011  | 32º         |
| 2010     | 75,72 m | Trento            | 24-4-2010  | 35º         |
| 2009     | 79,66 m | Puerto de la Cruz | 15-3-2009  | 9º          |
| 2008     | 79,97 m | Bydgoszcz         | 1-7-2008   | 13º         |
| 2007     | 77,65 m | Nizza             | 28-4-2007  | 21º         |
| 2006     | 77,66 m | Savona            | 11-5-2006  | 25º         |
| 2005     | 76,07 m | Ginevra           | 11-6-2005  | 38º         |
| 2004     | 75,67 m | Pavia             | 2-5-2004   | 48º         |
| 2003     | 74,97 m | Ginevra           | 14-6-2003  | 51º         |
| 2002     | 75,19 m | Benevento         | 26-5-2002  | 47º         |
| 2001     | 74,40 m | Roma              | 3-6-2001   | 53º         |
| 2000     | 73,52 m | Milano            | 7-9-2000   | 74º         |
| 1999     | 76,72 m | Macerata          | 9-10-1999  | 40º         |
| 1998     | 73,38 m | Macerata          | 10-10-1998 | 72º         |
| 1997     | 66,18 m | Macerata          | 4-10-1997  | 192º        |
| 1996     | 59,12 m | Asti              | 1-1-1996   | -           |

## Palmarès
| Anno | Manifestazione          | Sede           | Evento              | Risultato | Prestazione | Note   |
| ---- | ----------------------- | -------------- | ------------------- | --------- | ----------- | ------ |
| 1997 | Europei juniores        | Lubiana        | Lancio del martello | 7º        | 64,64 m     | [ 39 ] |
| 1999 | Europei under 23        | Göteborg       | Lancio del martello | 15º (q)   | 66,62 m     | [ 40 ] |
| 2003 | Mondiali militari       | Catania        | Lancio del martello | 7º        | 66,75 m     | [ 21 ] |
| 2005 | Giochi del Mediterraneo | Almería        | Lancio del martello | 6º        | 72,60 m     | [ 41 ] |
| 2006 | Europei                 | Göteborg       | Lancio del martello | 11º       | 73,73 m     | [ 42 ] |
| 2008 | Giochi olimpici         | Pechino        | Lancio del martello | nm (q)    | nm (q)      | [ 43 ] |
| 2009 | Giochi del Mediterraneo | Pescara        | Lancio del martello | Finale    | nm          | [ 44 ] |
| 2009 | Mondiali militari       | Sofia          | Lancio del martello | Argento   | 78,80 m     | [ 45 ] |
| 2012 | Europei                 | Helsinki       | Lancio del martello | 21º (q)   | 71,07 m     | [ 46 ] |
| 2015 | Mondiali                | Pechino        | Lancio del martello | 19º (q)   | 72,95 m     | [ 47 ] |
| 2016 | Europei                 | Amsterdam      | Lancio del martello | 11º       | 70,00 m     | [ 48 ] |
| 2016 | Giochi olimpici         | Rio de Janeiro | Lancio del martello | nm (q)    | nm (q)      | [ 48 ] |
| 2017 | Mondiali                | Londra         | Lancio del martello | 10º       | 75,13 m     | [ 16 ] |
| 2018 | Europei                 | Berlino        | Lancio del martello | 13º (q)   | 73,07 m     |        |
| 2022 | Giochi del Mediterraneo | Orano          | Lancio del martello | 6º        | 70,70 m     |        |

## Campionati nazionali

### Atletica leggera
- 8 volte campione assoluto nel lancio del martello (2008, 2016, 2017, 2018, 2019, 2020, 2021, 2024)
- 9 volte campione assoluto agli invernali di lanci nel lancio del martello (2005, 2006, 2007, 2015, 2016, 2017, 2018, 2019, 2021)
- 2 volte campione promesse agli invernali di lanci nel lancio del martello (1999, 2000)
- 3 volte campione promesse nel lancio del martello (1998, 1999, 2000)
- 2 volte campione juniores nel lancio del martello (1996, 1997)
- 1 volta campione allievi nel lancio del martello (1995)

1995
- Oro ai Campionati italiani allievi e allieve, (Siderno), Lancio del martello - 63,64 m[49]

1996
- Oro ai Campionati italiani juniores e promesse, (Bressanone), Lancio del martello - 56,10 m[50]

1997
- Oro ai Campionati italiani juniores e promesse, (Grosseto), Lancio del martello - 64,32 m[51]

1998
- Argento ai Campionati italiani invernali di lanci, (Vigna di Valle), Lancio del martello - 65,53 m (promesse)[52]
- Oro ai Campionati italiani juniores e promesse, (Pesaro), Lancio del martello - 69,80 m[53]
- Bronzo ai Campionati italiani assoluti, (Roma), Lancio del martello - 68,02 m[54]

1999
- Bronzo ai Campionati italiani invernali di lanci, (Vigna di Valle), Lancio del martello - 71,55 m (assoluti)[55]
- Oro ai Campionati italiani invernali di lanci, (Vigna di Valle), Lancio del martello - 71,55 m (promesse)[56]
- Oro ai Campionati italiani juniores e promesse, (Fiuggi), Lancio del martello - 70,38 m[57]
- Bronzo ai Campionati italiani assoluti, (Pescara), Lancio del martello - 73,83 m[58]

2000
- 4º ai Campionati italiani invernali di lanci, (Ascoli Piceno), Lancio del martello - 69,41 m (assoluti)
- Oro ai Campionati italiani invernali di lanci, (Ascoli Piceno), Lancio del martello - 69,41 m (promesse)[59]
- Oro ai Campionati italiani juniores e promesse, (Piovene Rocchette), Lancio del martello - 67,84 m[60]
- Bronzo ai Campionati italiani assoluti, (Milano), Lancio del martello - 73,52 m[61]

2001
- Bronzo ai Campionati italiani invernali di lanci, (Pietrasanta), Lancio del martello - 72,01 m[62]
- Bronzo ai Campionati italiani assoluti, (Catania), Lancio del martello - 71,92 m[63]

2002
- Bronzo ai Campionati italiani invernali di lanci, (Ascoli Piceno), Lancio del martello - 69,31 m[64]
- Argento ai Campionati italiani assoluti, (Viareggio), Lancio del martello - 73,14 m[64]

2003
- 6º ai Campionati italiani assoluti indoor, (Genova), Getto del peso - 16,96 m[65]
- Argento ai Campionati italiani invernali di lanci, (Gioia Tauro), Lancio del martello - 72,94 m[66]
- Bronzo ai Campionati italiani assoluti, (Rieti), Lancio del martello - 72,90 m[66]

2004
- Argento ai Campionati italiani assoluti, (Firenze), Lancio del martello - 74,01 m[67]

2005
- Oro ai Campionati italiani invernali di lanci, (Vigna di Valle), Lancio del martello - 72,90 m[68]
- 4º ai Campionati italiani assoluti, (Bressanone), Lancio del martello - 66,66 m[69]

2006
- Oro ai Campionati italiani invernali di lanci, (Ascoli Piceno), Lancio del martello - 75,02 m[70]
- Argento ai Campionati italiani assoluti, (Torino), Lancio del martello - 76,03 m[71]

2007
- Oro ai Campionati italiani invernali di lanci, (Bari), Lancio del martello - 76,49 m[72]
- In finale ai Campionati italiani assoluti, (Padova), Lancio del martello - nm[73]

2008
- Argento ai Campionati italiani invernali di lanci, (San Benedetto del Tronto), Lancio del martello - 76,44 m[74]
- Oro ai Campionati italiani assoluti, (Cagliari), Lancio del martello - 78,13 m[75]

2009
- Argento ai Campionati italiani invernali di lanci, (Bari), Lancio del martello - 74,15 m[76]
- Argento ai Campionati italiani assoluti, (Milano), Lancio del martello - 72,93 m[77]

2010
- Argento ai Campionati italiani invernali di lanci, (San Benedetto del Tronto), Lancio del martello - 72,98 m[78]
- Argento ai Campionati italiani assoluti, (Grosseto), Lancio del martello - 72,97 m[79]

2011
- In finale ai Campionati italiani invernali di lanci, (Viterbo), Lancio del martello - nm[80]
- Argento ai Campionati italiani assoluti, (Torino), Lancio del martello - 76,12 m[81]

2012
- Argento ai Campionati italiani invernali di lanci, (Lucca), Lancio del martello - 72,69 m[82]
- Bronzo ai Campionati italiani assoluti, (Bressanone), Lancio del martello - 73,50 m[83]

2013
- Bronzo ai Campionati italiani invernali di lanci, (Lucca), Lancio del martello - 71,11 m[84]
- Argento ai Campionati italiani assoluti, (Milano), Lancio del martello - 73,81 m[85]

2014
- Argento ai Campionati italiani invernali di lanci, (Lucca), Lancio del martello - 72,55 m[86]
- Argento ai Campionati italiani assoluti, (Rovereto), Lancio del martello - 72,29 m[87]

2015
- Oro ai Campionati italiani invernali di lanci, (Lucca), Lancio del martello - 70,76 m[88]
- Bronzo ai Campionati italiani assoluti, (Torino), Lancio del martello - 70,01 m[89]

2016
- Oro ai Campionati italiani invernali di lanci, (Lucca), Lancio del martello - 75,87 m[90]
- Oro ai Campionati italiani assoluti, (Rieti), Lancio del martello - 74,88 m[91]

2017
- Oro ai Campionati italiani invernali di lanci, (Rieti), Lancio del martello - 75,61 m[92]
- Oro ai Campionati italiani assoluti, (Trieste), Lancio del martello - 73,84 m[15]

2018
- Oro ai Campionati italiani invernali di lanci, (Rieti), Lancio del martello - 74,62 m[93]
- Oro ai Campionati italiani assoluti, (Pescara), Lancio del martello - 73,95 m

2019
- Oro ai Campionati italiani invernali di lanci, (Lucca), Lancio del martello - 73,56 m
- Oro ai Campionati italiani assoluti, (Bressanone), Lancio del martello - 73,88 m

2020
- Oro ai Campionati italiani assoluti, (Padova), Lancio del martello - 71,98 m

2021
- Oro ai Campionati italiani invernali di lanci, (Molfetta), Lancio del martello - 70,98 m
- Oro ai Campionati italiani assoluti, (Rovereto), Lancio del martello - 74,27 m

2022
- Bronzo ai Campionati italiani invernali di lanci, (Mariano Comense), Lancio del martello - 67,87 m
- Bronzo ai Campionati italiani assoluti, (Rieti), Lancio del martello - 69,89 m

2023
- Bronzo ai Campionati italiani invernali di lanci, (Mariano Comense), Lancio del martello - 71,79 m
- 5º ai Campionati italiani assoluti, (Molfetta), Lancio del martello - 65,02 m

2024
- Oro ai campionati italiani assoluti (La Spezia), lancio del martello - 69,66 m

### Sollevamento pesi
- 3 volte campione assoluto di sollevamento pesi nella categoria +105 kg (2002, 2007, 2008)
- 3 volte campione seniores di sollevamento pesi nella categoria +105 kg (2007, 2008, 2010)
- 1 volta campione juniores di sollevamento pesi (1998)

1998
- Oro ai Campionati italiani juniores di sollevamento pesi

2001
- Argento ai Campionati italiani assoluti di sollevamento pesi, (Palermo), Categoria +105 kg - 310 kg[94]

2002
- Oro ai Campionati italiani assoluti di sollevamento pesi, (Pavia), Categoria +105 kg - 325 kg[95]

2006
- In finale ai Campionati italiani seniores di sollevamento pesi, (Caltanissetta), Categoria +105 kg - dns[96]
- Argento ai Campionati italiani assoluti di sollevamento pesi, (Grugliasco), Categoria +105 kg - 315 kg[97]

2007
- Oro ai Campionati italiani seniores di sollevamento pesi, (Lido di Ostia), Categoria +105 kg - 310 kg[98]
- Oro ai Campionati italiani assoluti di sollevamento pesi, (Cervignano del Friuli), Categoria +105 kg - 321 kg[99]

2008
- Oro ai Campionati italiani seniores di sollevamento pesi, (Napoli), Categoria +105 kg - 325 kg[100]
- Oro ai Campionati italiani assoluti di sollevamento pesi, (Molfetta), Categoria +105 kg - 290 kg[101]

2009
- In finale ai Campionati italiani seniores di sollevamento pesi, (Verona), Categoria +105 kg - dns[102]
- Argento ai Campionati italiani assoluti di sollevamento pesi, (Catania), Categoria +105 kg - 315 kg[103]

2010
- Oro ai Campionati italiani seniores di sollevamento pesi, (Roma), Categoria +105 kg - 301 kg[104]
- Argento ai Campionati italiani assoluti di sollevamento pesi, (Cervignano del Friuli), Categoria +105 kg - 300 kg[105]

2011
- In finale ai Campionati italiani seniores di sollevamento pesi, (San Marino), Categoria +105 kg - dns[106]
- In finale ai Campionati italiani assoluti di sollevamento pesi, (Nuoro), Categoria +105 kg - dns[107]

2013
- 5º ai Campionati italiani assoluti di sollevamento pesi, (Modena), Categoria +105 kg - 245 kg[108]

2014
- Bronzo ai Campionati italiani assoluti di sollevamento pesi, (Valenzano-Bari), Categoria +105 kg - 291 kg[109]

2015
- Argento ai Campionati italiani seniores di sollevamento pesi, (Lido di Ostia), Categoria +105 kg - 312,65 kg[110]
- In finale ai Campionati italiani assoluti di sollevamento pesi, (Cervignano del Friuli), Categoria +105 kg - dnf[111]

## Altre competizioni internazionali
2003
- 9º nella Coppa Europa invernale di lanci, ( Gioia Tauro), Lancio del martello - 71,01 m[112]
- 4º nell'Incontro internazionale Slovenia-Scozia-Croazia-Ungheria-Italia, ( Lubiana), Lancio del martello - 72,84 m[112]
- Argento nell'Incontro internazionale Francia-Italia, ( Clermont-Ferrand), Lancio del martello - 74,61 m[112]

2005
- 8º nella Coppa Europa invernale di lanci, ( Mersin), Lancio del martello - 73,28 m[41]

2006
- 8º nella Coppa Europa invernale di lanci, ( Tel-Aviv), Lancio del martello - 72,19 m[42]

2007
- 8º nella Coppa Europa invernale di lanci, ( Yalta), Lancio del martello - 72,20 m[113]
- Argento al DécaNation, ( Parigi), Lancio del martello - 74,04 m[113]

2008
- Oro nella Coppa Europa invernale di lanci, ( Spalato), Lancio del martello - 77,87 m[114]
- Bronzo al Fanny Blankers-Koen Games, ( Hengelo), Lancio del martello - 77,72 m[115]
- Bronzo al Zagabria Meeting, ( Zagabria), Lancio del martello - 77,81 m[116]
- 6º al IAAF World Athletics Final ( Stoccarda), Lancio del martello - 73,59 m[117]
- Oro all’Osaka Grand Prix, ( Osaka), al Lancio del martello - 77,17 m[118]

2009
- Argento nella Coppa Europa invernale di lanci, ( Los Realejos), Lancio del martello - 79,66 m[119]
- Bronzo al Gran Premio Brasil Caixa de Atletismo, ( Belém), Lancio del martello - 76,57 m[120]
- 7º al XLIIX Golden Spike Ostrava, ( Ostrava), Lancio del martello - 74,37 m[121]

2010
- 9º all’Osaka Grand Prix, ( Osaka), Lancio del martello - 72, 67 m[122]
- 9º al XLIX Golden Spike Ostrava, ( Ostrava), Lancio del martello m[123]
- 11º al Fanny Blankers-Koen Games, ( Hengelo), Lancio del martello - 68,19 m[124]
- 12º al Rieti Meeting, ( Rieti), Lancio del martello - 70,03 m[125]

2013
- 4º al Ponce Grand Prix, ( Ponce), Lancio del martello - 74,58 m [126]

2015
- 5º all'Europei a squadre, ( Čeboksary), Lancio del martello - 72,98 m[47]
- 5º al Rieti Meeting, ( Rieti), Lancio del martello - 75,68 m[127]

2016
- Bronzo nella Coppa Europa invernale di lanci, ( Arad), Lancio del martello - 74,51 m[48]
- 8º al LV Golden Spike Ostrava, ( Ostrava), Lancio del martello - 74,88 m[128]

2017
- 6º nella Coppa Europa invernale di lanci, ( Gran Canaria), Lancio del martello - 72,13 m[129]
- 7º al Meeting internazionale "Janusz Kusocinski", ( Stettino), Lancio del martello - 73,80 m[130]
- 4º al Meeting internazionale di Turku - IAAF World Challenge, ( Turku), Lancio del martello - 75,72 m[131]
- 6º al Meeting internazionale di Samorin, ( Šamorín), Lancio del martello - 72,73 m[132]
- 6º agli Europei a squadre, ( Villeneuve d'Ascq/Lille), Lancio del martello - 74,69 m[133]
- 5º al Meeting internazionale di Madrid - IAAF World Challenge, ( Madrid), Lancio del martello - 75,23 m[134]

2018
- 10º nella Coppa Europa invernale di lanci, ( Leiria), Lancio del martello - 73,17 m[135]

## Attività extrasportive e vita privata
- Dal 1995 al 2000 ha raggiunto una discreta popolarità televisiva partecipando alla trasmissione "8 mm", andata in onda su Italia 1 denominata[136].
- Ha partecipato anche alla trasmissione televisiva "Lo show dei Record", andata in onda su Canale 5[137].

## Onorificenze
Il 22 Ottobre 2021 ha ricevuto la Medaglia di Bronzo al valore atletico rilasciata dal "CONI".